# Rocky Sharpe & The Replays
Rocky Sharpe & The Replays fue una banda de rock and roll y doo wop británica.

## Historia
En los años 70, el inglés de origen polaco, Robert Podsiadly, conocido como Rocky Sharpe (nacido el 26 de noviembre de 1952), inició su carrera musical en The Razors en 1972, en los pubs de Sussex en Inglaterra, que aunque llegaron a actuar en Radio London y hacer algunas giras por Holanda, no llegaron a tener el éxito suficiente como para dejar de ser semi-profesionales. 
Hacia mitad de los años 70, Rocky Sharpe había formado la banda musical Rocky Sharpe and the Razors, que llegó a actuar en pubs de Brighton y Londres y a grabar un disco que no tuvo repercusión, para desaparecer tras la separación de Rita Ray, Den Hegarty, Griff Fender y Nigel Trubridge, que formaron el grupo The Darts".
Con la idea de interpretar los clásicos del género doo wop, Rocky Sharpe lo volvió a intentar en 1979 con su hermano Jan Podsiadly (conocido como Johnny Stud), Helen Blizard (con el pseudónimo de Helen Highwater) y Mike Vernon (como Eric Rondo), creando el grupo que los llevó a la fama, Rocky Sharpe & The Replays.
Fueron contratados por la discográfica independiente Chiswick Records (la misma que llevaba a Motörhead), actuando de productor, entre 1979 y 1983, el mismo Mike Vernon, .
En 1978 alcanzan su éxito más sonado versionando una canción del grupo The Edsels, Rama Lama Ding Dong, a lo que siguieron otras versiones de clásicos como Love will make you fall in school, Never (que llegó a estar en lo más alto de las listas de éxitos en España), Teenager in Love..., hasta un total de cuatro LP y 37 singles desde 1978 a 1984.
El segundo éxito, que los volvió a situar arriba en las listas fue Shout! Shout!, en 1982. Ya en esa fecha Helen Highwater había abandonado el grupo, incorporándose al mismo Gloria Sunshine.
Rocky Sharpe y su grupo se disolvieron como tal en 1984, siguiendo cada uno de ellos carreras separadas, y no siempre relacionadas con la música.
A finales de los 80, a Rocky Sharpe le fue diagnosticada esclerosis múltiple.  En 2013 fue ingresado en un hospital, falleciendo el 5 de diciembre de 2019.
Helen Blizard (15 de julio de 1956), que se había formado como actriz y cantante en el Old Vic Theatre School de Bristol, fue la cantante que aportaba los agudos y fue la coautora de varias canciones del grupo.  En 1982 abandonó el grupo para actuar ese mismo año en la serie de televisión británica London's Burning.  En los siguientes años se ha dedicado a actriz, guionista e incluso directora en diversas series de televisión.
Mike Vernon, que antes de entrar en el grupo ya era productor, tras la desaparición del grupo, continuo con su carrera de productor.
Su hermano Jan Podsiadly (John Stud) completó el cuarteto.
Curiosamente el grupo Rocky Sharpe and the Replays, aunque inglés, nunca tuvo excesivo éxito ni en Reino Unido, ni tampoco en los Estados Unidos.  Donde sí lo tuvo fue en otros países como Holanda, Alemania y España.

## Discografía
- 1979 Rama Lama
- 1980 Rock-It To Mars
- 1981 Let’s Go reeditado como "Shout Shout"
- 1983 Stop! Please Stop!

## Singles
- Rama Lama Ding Dong / When The Chips Are Down (1978)
- Rama Lama Ding Dong / I Really Love You (1979)
- Never / Never (1979)
- Never / A Girl Like You (1979)
- Never / Got It Made (1979)
- Never / Oop Doop Doop (1979)
- Love Will Make You Fail In School / Oop Doop Doop (1979)
- Love Will Make You Fail In School / A Girl Like You (1979)
- I Knew From The Start / Love Will Make You Fail In School (1979)
- Imagination / Got It Made (1979)
- Martian Hop / A Fool In Love With You (1980)
- A Teenager In Love / You've Gone Away (1980)
- You're The One / Choo-Choo Valentine (1980)
- Heartaches / Choo-Choo Valentine (1980)
- Heart / Mary Won't You Marry Me (1981)
- Come On Let's Go / Please Don't Say Goodbye (1981)
- Come On Let's Go / Heart (1981)
- Get A Job / She Don't Want Me Now (1981)
- Never Be Anyone Else But You / Paradise Lost (1981)
- Rama Lama Ding Dong / Oop Doop Doop (1982)
- Heart / Choo-Choo Valentine (1982)
- Shout! Shout! (Knock Yourself Out) / Hey! Hey! Good Lookin' (1982)
- Shout! Shout! (Knock Yourself Out) / Come On Let's Go (1982)
- Shout! Shout! (Knock Yourself Out) / Too Much Monkey Business (1982)
- Clap Your Hands / Twenty-Four Hours (1982)
- Clap Your Hands / Oop Doop Doop (1983)
- If You Wanna Be Happy / If You Know How To Rock And Roll (You'll Never Be Alone) (1983)
- Stop! Please Stop! / A Little Dab'll Do Ya (1983)
- La Bamba / Take My Hand (1984)
- The Rocky Sharpe Megamix / White Christmas (1990)
- Rama Lama Ding Dong (Ultimate Remix) / Imagination (1990)
- Rocky Sharpe Collection MEDLEY /  Rocky Sharpe Collection MEDLEY (1991)
- Rocky Sharpe & The Replays Rama Lama Ding Dong // Bonnie Tyler - My Guns Are Loaded (1979)
- - PICTURE DISCS -
- -Shout! Shout! (Knock Yourself Out) / Hey! Hey! Good Lookin' (1982)
- -If You Wanna Be Happy / If You Know How To Rock And Roll (You'll Never Be Alone) (1983)
- - EPs -
- Rama Lama Ding Dong / A Lover's Question / Imagination / Got It Made (1979)
- White Christmas / Christmas Tears Will Fall / Have A Good New Year / Happy New Year (1980)
- Rocky Sharpe & The Replays – Rama Lama Ding Dong / Tick Tock // Casablanca // Oliver Onions
- Sh-Boom / Come Go With Me / The Book Of Love / Goodnight Sweetheart (2014)
- - 10’’s -
- Devil Or Angel / Tonight (Could Be The Night) / Fools Fall In Love / Since I Don't Have You (1979)
- - MAXI-SINGLES –

-Rama Lama Ding Dong / I Really Love You (1979)   
-Rama Lama Ding Dong / Imagination / Shout! Shout! (Knock Yourself Out) / Heart (1990)
- Rama Lama Ding Dong (Ultimate Remix) / Rama Lama Ding Dong / Imagination / Shout! Shout! (Knock Yourself Out) (1990)
- - CD-SINGLES -
- The Rocky Sharpe Megamix (Radio) / The Rocky Sharpe Megamix / White Christmas (1995)

+
- Rocky Sharpe & The Razors EP
- Rocky Sharpe & The Razors SINGLE

- Datos: Q1249726